# Hjälplinje

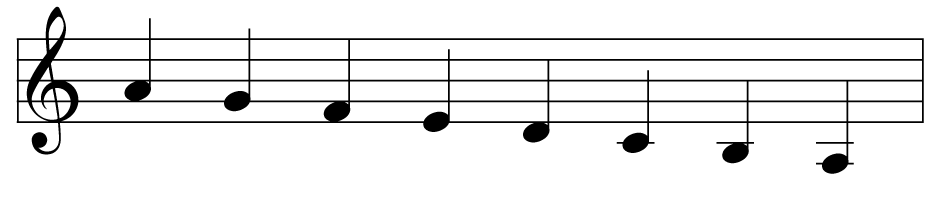
Exempel: En fallande melodisk a-mollskala går här utanför den vanliga notraden och de tre sista tonerna får skrivas med hjälplinjer.

Hjälplinjer eller hjälpstreck används inom modern notskrift för att skriva noter som ligger utanför den vanliga notraden. Hjälplinjerna är korta tvärstreck, som skrivs igenom, eller ovanför nothuvudena (se exempel). Avståndet mellan dem ska vara samma som mellan de övriga linjerna i notraden. Behövs fler än en hjälplinje ritas alla de mellanliggande ut tydligt.
Att använda för många hjälplinjer gör musiken svårläst och man bör då byta klav eller använda en oktavmarkering. 